# Василий Суриков (филм, 1959)
„Василий Суриков“ (на руски: Василий Суриков) е съветски историко- биографичен филм от 1959 година, заснет от Мосфилм и разказващ за живота на известния руски художник Василий Суриков.

## Сюжет
В края на шестдесетте години на XIX век, благодарение на финансовата подкрепа от страна на красноярския меценат златопреработвател, П. И. Кузнецов (Владимир Белокуров), талантливият юноша Василий Суриков (Евгений Лазарев) заминава за Санкт Петербург и след тримесечна подготовка полага изпити за постъпване в Художествената академия.
Независимо от това, че първата му картина е закупена от мецената на изкуствата Павел Третяков, създаването на всяка следваща негова творба му отнема много време и сили, заради високите изисквания, които Суриков си е поставил сам на себе си.
Вярна помощница на художника е неговата съпруга Лиза (Лариса Кодочникова), чиято преждевременна смърт принуждава Суриков да се завърне в родния Красноярск. В тези тежки мигове, дружески съвети и опора му дават неговите приятели, също художници Иля Репин (Георгий Вицин) и Иван Крамской (Иван Кудрявцев).
Едно известно време Суриков дружи с Алексей Луньов (Генадий Юдин), млад и многообещаващ художник, който обаче разменя таланта си за дребни салонни поръчки. Яркото начало на кариерата му бързо залязва, а живота му приключва в болезнено безумие.

## В ролите
- Евгений Лазарев като Василий Иванович Суриков
- Лариса Кодочникова като Елизавета Августовна Сурикова
- Леонид Галис като Август Шаре
- Генадий Юдин като Алексей Алексеевич Луньов
- Георгий Вицин като Иля Ефимович Репин
- Иван Кудрявцев като Иван Николаевич Крамской
- Борис Терентиев като Иван Иванович Шишкин
- Анатолий Фьодоринов като Павел Михайлович Третяков
- Владимир Марута като Невенгловский
- Владимир Белокуров като Пьотр Иванович Кузнецов
- Георгий Черноволенко като Николай Василиевич Гребнев
- Анатолий Кубацкий като Тюлкин
- Николай Горлов като Кузма
- Михаил Погоржелский като Император Александър III